# Lengefelder Warte

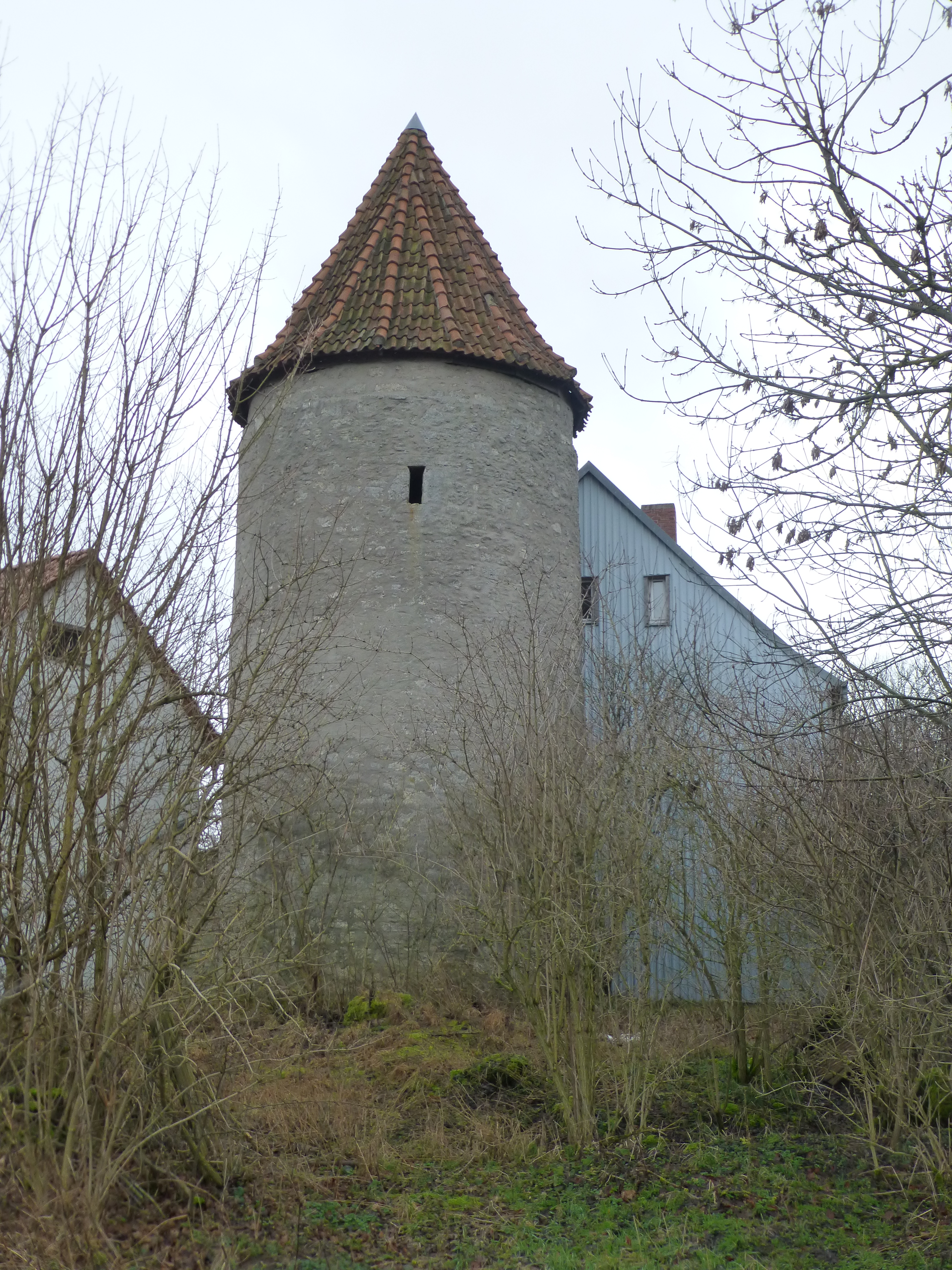
Lengefelder Warte

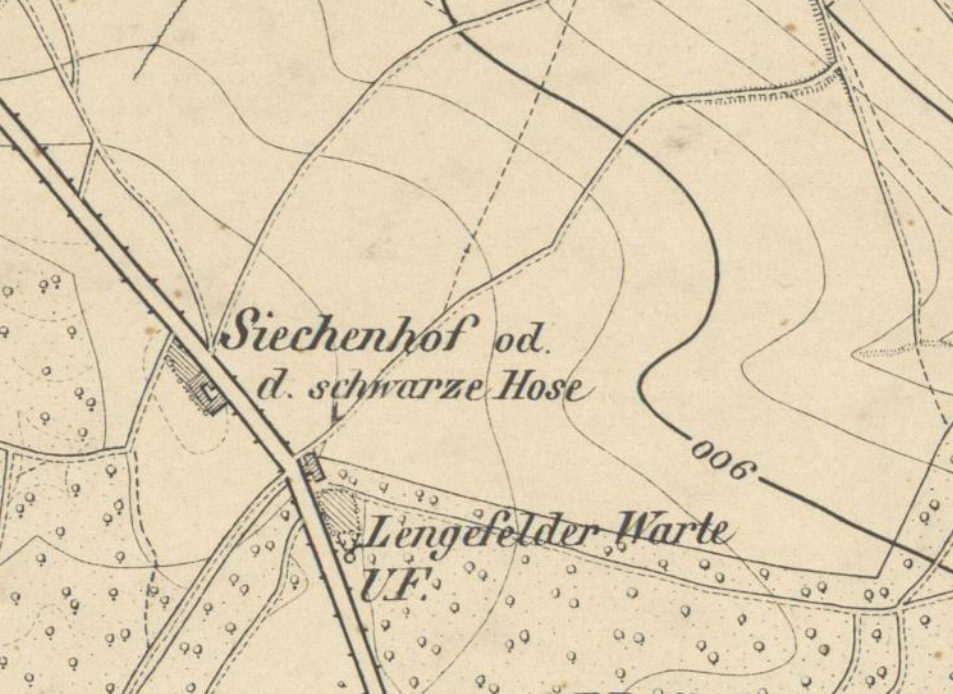
Die Lengefelder Warte und der benachbarte Sichenhof auf einer Karte des Jahres 1868

Die Lengefelder Warte (oder auch Abbenthalswarte) steht in der Gemeinde Unstruttal im Unstrut-Hainich-Kreis in Thüringen.

## Lage
Die Warte steht an der Bundesstraße 247 von Mühlhausen nach Dingelstädt, einem alten Straßenübergang zwischen der Reichsstadt Mühlhausen und dem kurmainzischen Eichsfeld. Sie befindet sich mit etwa 375 m ü. NHN auf der Ostabdachung der Eichsfelder Höhe zwischen dem Waldgebiet der Hollau und der Langen Mark. Nachbarorte sind Helmsdorf im Norden, Zella im Nordosten, Horsmar im Osten, dem namensgebenden Ort Lengefeld im Südosten und Bickenriede im Süden.

## Geschichte
Sie ist als einzige der ehemaligen neun Warten des Mühlhäuser Landgrabens erhalten geblieben. Der um 1360/80 gebaute Rundturm ist aus Bruchsteinmauerwerk und hat ein Kegeldach. Die Warte hat eine Höhe von 13,5 m und einen Durchmesser von etwa 5,80 m bei einer Mauerstärke zwischen 0,70 und 1,00 m.
Von der Eigenröder sowie der Eigenriedener Warte sind nur noch Fundament- bzw. Mauerreste erhalten. Zur Sicherung des Stadtterritoriums und der Stadtflur der freien Reichsstadt Mühlhausen wurde ab Mitte des 14. Jahrhunderts die sogenannte Landwehr, ein Verteidigungssystem aus teilweise doppelten Gräben, bis zu drei Wällen und neun Warten an den wichtigsten Straßendurchlässen angelegt. Der Verlauf des Landgrabens mit ca. 24 km Länge im Westen und Norden des Territoriums grenzt an das Eichsfeld an. Daran schließen sich die benachbarten Landwehren an. Auf eichsfeldischer Seite des Landgrabens befand sich seit dem Mittelalter ein Siechenhaus, auch „Schwarze Hose“ genannt.

## Heutige Situation
Angrenzend an den Turm befindet sich ein altes Fachwerkgebäude, in welchen seit den 1930er Jahren eine Gastwirtschaft betrieben wurde und zu einem Hotel erweitert wurde. Eine Innenbesichtigung des Turmes ist nicht möglich. Von der Lengefelder Warte führen einige Wanderwege in die Umgebung.